# Флейт
Флейтът (на нидерландски: fluit, МФА: [flœtː]) е вид ветроходен кораб. Появява се в Нидерландия през XVI век и основното му предназначение е да обслужва презокеанската търговия, предоставяйки максимално пространство и ефективност на екипажа. Флейтовете са сравнително евтини, което дава възможност да се строят в големи количества. Макар че обикновено са оборудвани с 12 до 15 оръдия, те са лесна цел за пиратите, но въпреки това изиграват важна роля за възхода на нидерландската морска империя през XVII век.
Стандартната конструкция на флейтовете свежда до минимум или напълно елиминира въоръжението за сметка на товарното пространство, като използва широко полиспасти, за да улесни обслужването на товарите. Появата им увиличава конкурентността на нидерландците в международната търговия и те са използвани масово от нидерландската източноиндийска компания през XVII и XVIII век. Ефективността на флейтовете ги прави силно популярни и скоро и останалите морски сили започват да строят подобни модели кораби.
Конструкцията на флейтовете е подобна на тази на ранните галеони. Те обикновено тежат 200-300 t и са дълги около 25 m. Имат крушовидна форма с широк товарен обем близо до водолинията и относително тясна палуба. Донякъде тази форма цели избягването на таксите, събирани от Дания в протока Йоресун, които се начисляват според площта на главната палуба. Флейтовете използват прави платна с две или три мачти, които са много по-високи от тези на галеоните, което дава възможност за достигане на по-висока скорост.